# Marçal Henriques de Azevedo e Silva Lobo de Aboim
Marçal Henriques de Azevedo e Silva Lobo de Aboim foi um Governador Civil de Faro entre 29 de Fevereiro de 1840 e 27 de Maio de 1846.